# Chung Mong-koo
Chung Mong-koo (kor. 정몽구; ur. 19 marca 1938 w prowincji Kangwŏn) – południowokoreański przedsiębiorca, w latach 1999–2020 prezes Hyundai Motor Company.
Urodził się w 1938 roku w prowincji Kangwŏn (obecnie w Korei Północnej), jako drugi syn Chung Ju-yunga, założyciela koncernu Hyundai. Po ukończeniu studiów (zarządzanie w przemyśle) na Uniwersytecie Hanyang, w 1970 roku rozpoczął pracę jako menadżer w dziale zakupów w firmie Hyundai Motor Company. W kolejnych latach pracował w różnych spółkach grupy Hyundai, w 1999 roku został prezesem motoryzacyjnej części koncernu.
W kwietniu 2006 roku został aresztowany pod zarzutem sprzeniewierzenia środków należących do firmy. Chung Mong-koo wyprowadził z firmy 100 miliardów wonów (ok. 106 mln $), zakładując fundusz, którego celem miało być zdobywanie przychylności polityków. Został skazany na trzy lata w zawieszeniu, a w sierpniu 2008 roku ułaskawiony przez prezydenta Lee Myung-baka.
W 2020 roku przekazał kierownictwo Hyundai Motor Company swojemu synowi Chung Eui-sunowi, samemu przyjmując rolę honorowego prezesa.